# 日本Master Trust信託銀行
日本Master Trust信托銀行（簡稱MTBJ），是日本的信託銀行。成立於2000年，號稱是日本第一家專門從事資產管理業務的信託銀行。
該公司的股東是三菱日聯信託銀行（46.5%）、日本生命保險（33.5%）、明治安田生命保險（10%）和農林中央金庫（10%）。日本Master Trust信託銀行被視為三菱日聯信託銀行的合併子公司，並且是三菱日聯金融集團的一部分。
它是日本三大主要信託服務提供商之一，與Trust & Custody Services Bank（隸屬於瑞穗）和日本信託服務銀行（隸屬於三井住友銀行）並列。

## 歷史
日本Master Trust信託銀行成立於2000年，由三菱信託銀行、日本人壽保險、東洋信託銀行、明治人壽保險和德意志銀行投資。成立一個月後，成為日本首家提供在線訊息報告服務的資產管理公司。